# Eugène de Fère
Pour les articles homonymes, voir Fère.
Eugène Defère dit Eugène de Fère, né à Paris en 1836 et mort à New York en août 1892, est un auteur dramatique français.

## Biographie
Secrétaire de rédaction du Monde dramatique, il assiste son épouse Aurelia Litsner De Fere dans la direction et dans la gestion du Conservatoire De Fère à New York et Brooklyn dans les années 1880,.
Il a été incinéré en 1892 au Fresh Pond Crematory and Columbarium de New York.

## Œuvres
- 1858 : La Jeunesse du jour, pièce mêlée de chants, en 3 actes et 6 tableaux, avec Charles Potier, Paris, Théâtre des Folies-Dramatiques, 15 octobre
- 1858 : Les Jockeys improvisés, vaudeville en 1 acte, avec Jules Dornay et Louis Beaufils, Paris, Théâtre des Délassements-Comiques, 6 décembre
- 1866 : Le Chroniqueur Georges, pièce en un acte
- 1866 : Il est si bon !, comédie-vaudeville en 1 acte
- 1872 : La Fille du démon ou Passé, présent et avenir, vaudeville en 5 actes, Théâtre Dejazet, 14 septembre